# Scaled Composites White Knight Two
Scaled Composites Model 348 White Knight Two (WK2) je štirimotorni visokovišinski reaktivec, ki se uporablja kot nosilno letalo za zračno izstrelitev podorbitalnega vesoljskega plovila SpaceShipTwo. Glavni konstruktor je bil Burt Rutan. WK2 je zasnovan na podlagi manjšega dvomotornega predhodnika White Knight One. 
WK2 je grajen skoraj povsem iz kompozitnih materialov, tudi kontrolni kabli so kompozitni.
WK2 je "odprte" arhitekture, kar pomeni, da se lahko uporablja za druge namene, npr. testiranju na visokih višinah, simuliranju mikogravitacije.
Virgin Galactic je naročil dve letali WK2.

## Specifikacije
Podatki iz Virgin Galactic Presentation 2007
Splošne značilnosti
- Posadka: 2 (WK2)
- Število sedežev: 17.000 kg (37.000 lb) tovora [4] do višine 50.000 ft (15.000 m)[5]
- Dolžina: 78 ft 9 in (24 m)
- Razpon kril: 141 ft 1 in (43 m)
- Pogon letala: 4 × Pratt & Whitney Canada PW308 turbofan, 6.900 lbf (30,69 kN) potisk motorjev  vsak

Zmogljivost
- Višina leta (servisna): 70.000 ft (21.000 m)